# Cesiumacetaat
Cesiumacetaat is het cesiumzout van azijnzuur, met als brutoformule C2H3O2Cs. De stof komt voor als een hygroscopische kleurloze vaste stof, die zeer goed oplosbaar is in water.

## Toepassingen
Cesiumacetaat wordt bij organische syntheses gebruikt als reagens, vooral in de Perkin-reactie. Hierbij worden onverzadigde kaneelzuurderivaten gevormd, door de condensatie van aromatische aldehyden met vetzuren.